# The Wyndham Sisters: Lady Elcho, Mrs. Adeane, and Mrs. Tennant

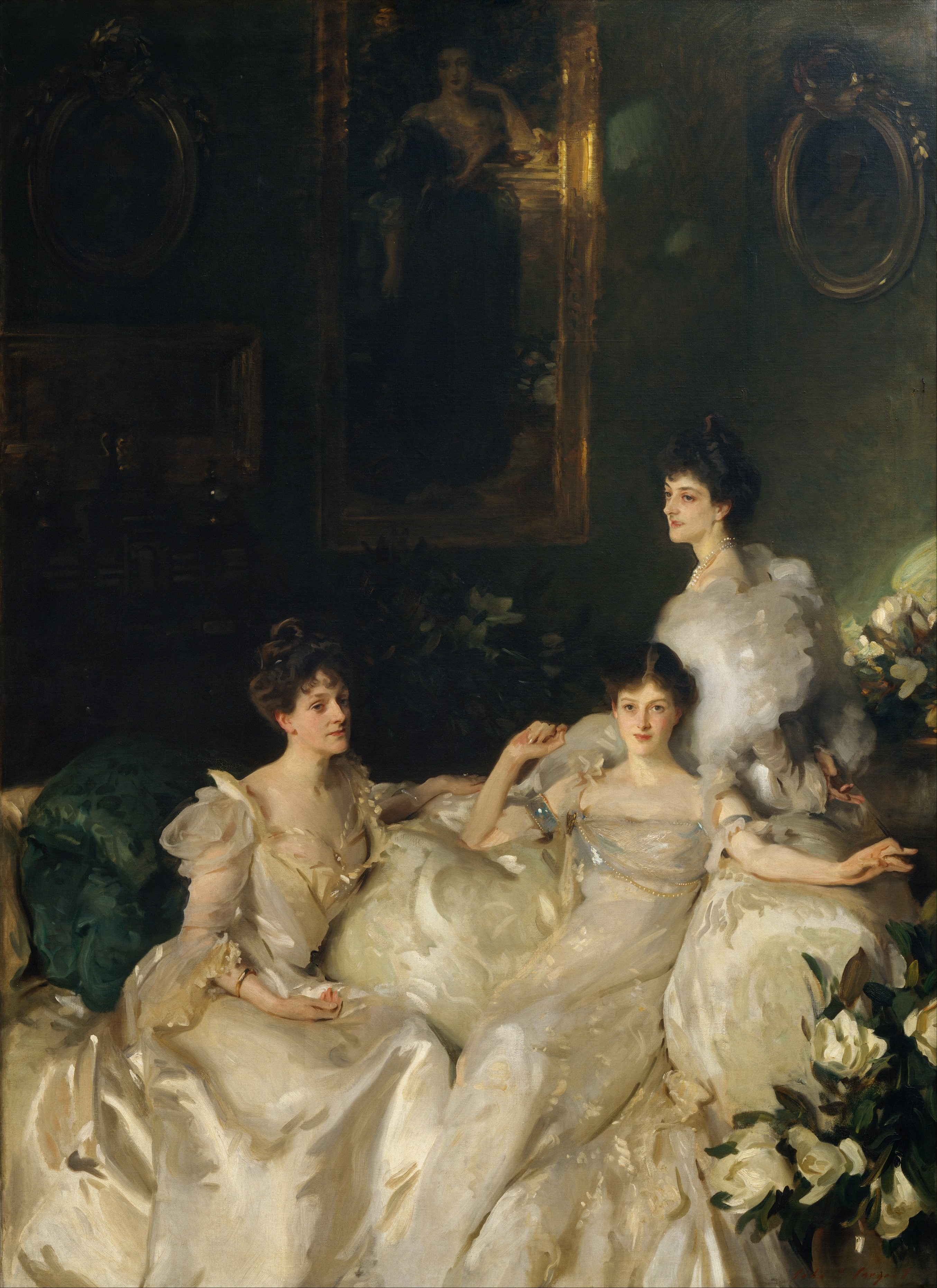
The Wyndham Sisters: Lady Elcho, Mrs. Adeane, and Mrs. Tennant
John Singer Sargent, 1899
292,1 × 213,7 cm
Öl auf Leinwand
Metropolitan Museum of Art, New York City

The Wyndham Sisters: Lady Elcho, Mrs. Adeane, and Mrs. Tennant ist ein in Öl auf Leinwald gemaltes Gruppenporträt von John Singer Sargent. Das mit einer Höhe von 292,1 cm und einer Breite von 213,7 cm großformatige Gemälde zeigt die Töchter des wohlhabenden Aristokraten Percy Scawen Wyndham. Er gab das Bild bei Sargent in Auftrag, der die Wyndham-Schwestern 1899 im viktorianischen Wohnzimmer ihres Londoner Elternhauses porträtierte. Das Gemälde gehört seit 1927 zur Sammlung des Metropolitan Museum of Art in New York City.

## Gemäldetitel
Das Metropolitan Museum of Art bezeichnet das Gemälde in Publikationen und auf seiner Internetseite als The Wyndham Sisters: Lady Elcho, Mrs. Adeane, and Mrs. Tennant. Hiervon gibt es verschiedene abweichende Titel. Bei der ersten öffentlichen Präsentation des Bildes im Mai 1900 in der Royal Academy of Arts in London trug es den Titel Lady Elcho, Mrs Adeane, and Mrs. Tennant. 1911 wurde das Gemälde in der Royal Scottish Academy in Edinburgh gezeigt und bei der Gelegenheit als Portrait Group of Lady Elcho and her Sisters bezeichnet. Richard Ormond, Enkel von Sargents Schwester Violet Sargent Ormond und Verfasser mehrerer Sargent-Bücher, gab als Bildtitel alternativ Lady Elcho, Mrs. Adeane and Mrs. Tennant oder The Wyndham Sisters an.

## Die Familie der Porträtierten
Die Familie Wyndham gehört zum britischen Adel. Ihre männlichen Mitglieder bekleideten in der Vergangenheit häufig hohe Funktionen in der Politik oder der Armee. Das Gemälde The Wyndham Sisters: Lady Elcho, Mrs. Adeane, and Mrs. Tennant war eine Auftragsarbeit von Percy Scawen Wyndham (1835–1869), dem Vater der Porträtierten. Er war der dritte Sohn des George Wyndham, 1. Baron Leconfield (1787–1911) und saß für die Conservative Party als Abgeordneter im britischen Unterhaus, dem House of Commons. Seine Frau Madeline stammte ebenfalls aus britischem Adel und war die Tochter von Sir Guy Campbell, 1. Baronet. Aus der Ehe der Wyndhams gingen insgesamt fünf Kinder hervor. Die drei im Gemälde dargestellten Töchter waren bereits verheiratet, als das Gemälde entstand, wovon die Nachnamen in den Bildtiteln zeugen. Die älteste Tochter Mary Constance Wyndham (1862–1937) war mit Hugo Charteris verheiratet, der zunächst den Titel Lord Elcho trug und später die Titel 11. Earl of Wemyss und 7th Earl of March erbte. Er war ebenfalls Abgeordneter des Unterhauses. Die zweitälteste Tochter Madeline Pamela Constance Wyndham (1869–1941) hatte Charles Adeane geheiratet, der von 1915 bis 1943 das Amt des Lord Lieutenant von Cambridgeshire bekleidete. Die dritte Tochter war Pamela Adelaide Genevieve Wyndham (1871–1928), in erster Ehe mit dem Unterhausabgeordneten Edward Tennant, 1. Baron Glenconner, in zweiter Ehe mit dem Außenminister Edward Grey, 1. Viscount Grey of Fallodon verheiratet. Die Brüder der Porträtierten waren der Abgeordnete und spätere Irlandminister George Wyndham (1863–1913) und der Armeeangehörige Guy Wyndham (1865–1941), der mehrere Jahre in Afrika gedient hatte, bevor er Militärattaché an der britischen Gesandtschaft in Sankt Petersburg wurde. Die drei Töchter wurden für ihre Schönheit gerühmt und alle Geschwister galten als geistreiche Gesprächspartner. Sie gehörten zur intellektuellen Gruppe The Souls, an deren Treffen beispielsweise auch der spätere britische Premierminister Arthur Balfour teilnahm. Darüber hinaus waren Pamela und George Wyndham auch literarisch aktiv.

## Bildbeschreibung
Sargent zeigt im Gemälde The Wyndham Sisters: Lady Elcho, Mrs. Adeane, and Mrs. Tennant ein Gruppenporträt in einem Interieur. Die Schwestern sitzen auf einem dem Bildbetrachter gegenüberstehenden Sofa. Auf der linken Seite hat Madeline Adeane Platz genommen. Ihr Körper ist zur Bildmitte gedreht und ihr Blick geht seitlich nach vorn. Ihre linke Hand reicht zur Rückenlehne, während die rechte Hand in ihren Schoß gelegt ist. Neben ihr sitzt mit übereinandergeschlagenen Beinen Pamela Tennant, die als einzige der Schwestern direkt zum Bildbetrachter blickt. Sie hat den ausgestreckten linken Arm auf die seitliche Sofalehne gelegt, der rechte Arm ist angewinkelt und streckt die geschlossene Hand nach oben. Die Schwester Mary Constance, Lady Elcho, hat sich hinter ihr seitlich auf der Rücklehne des Sofas gesetzt. Sie blickt über ihre Schwestern nach vorn zur linken Seite. Ihre Hände sind hinter dem Rücken ineinander gelegt. Alle drei Schwestern tragen helle Kleider, die farblich zwischen Weiß und verschiedenen Naturfarben changieren; im Kleid von Mrs. Tennant ist zudem Blau erkennbar. Die Kleider reichen bis zu den Schuhen, die Ärmel fehlen oder sind aus transparentem Stoff gearbeitet, die Dekolletés lassen jeweils den Blick auf den Hals frei. Vereinzelt sind Schleifen und Rüschen am Kleid erkennbar; die glänzende Oberfläche des Stoffes lässt auf Seide oder ein ähnlich kostbares Material schließen. Die Schwestern tragen Schmuckstücke wie Perlenketten, einen Armreifen oder einen Ring.

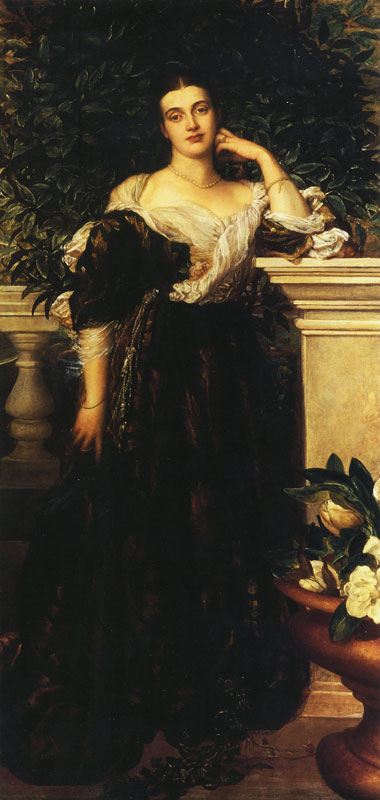
George Frederick Watts: Bildnis Madeline Wyndham, 1877

Das Sofa – möglicherweise auch eine über das Sofa geworfene Decke – ist in ähnlicher Farbgebung wie die Kleider der Porträtierten gehalten. Hierdurch ergibt sich eine ineinander verschwimmende helle Farbfläche, die nahezu den gesamten unten Bildbereich einnimmt. Seitlich wird dieser Bereich links durch ein grünes Kissen begrenzt, auf der rechten Seite ragen Blumenarrangements mit großen weißen Blüten und grünen Blättern ins Bild hinein.
Die Komposition der drei Wyndham-Schwestern hebt sich kontrastreich vom dunklen Hintergrund ab. In altmeisterlicher Weise hat Sargent hier das Wohnzimmer im Elternhaus der Familie Wyndham am Londoner Belgrave Square mit seiner viktorianischen Inneneinrichtung skizziert. Während die Personen im Vordergrund im vollen Licht erscheinen, fällt im Hintergrund nur auf die rechte Seite ein Lichtschein. Auf der grünlichen Wand sind mehr oder weniger gut die Umrisse von drei Gemälden erkennbar. Ein großes Gemälde im Hochformat wird seitlich flankiert von jeweils einem kleinen ovalen Bild. Während das Motiv im ovalen Bild links nicht erkennbar ist, kann rechts unscharf ein kleines Porträt ausgemacht werden, dessen Identität jedoch unklar bleibt. Für die Gesamtkomposition wesentlich ist jedoch das große Gemälde in der Mitte. Hierbei handelt es sich um das 1877 von George Frederick Watts ausgeführte Porträt der Mutter der Wyndham-Schwester (Privatsammlung). Ihr Bildnis stellt den verbindenden Bezugspunkt der drei Schwestern dar und verdeutlicht zudem die malerische Tradition, an die Sargent mit seinem Gruppenporträt anknüpft. Das Gemälde ist unten rechts mit „John S. Sargent“ signiert, aber nicht datiert.

## Zur Entstehung des Gemäldes – Vorbilder und Ausführung
Als John Singer Sargent Ende der 1890er Jahre den Auftrag zum Gemälde The Wyndham Sisters erhielt, gehörte er zu den gefragtesten Porträtmalern der Oberschicht der Vereinigten Staaten und des Vereinigten Königreichs. Sein Erfolg begann jedoch schon in den 1880er Jahren, beispielsweise mit dem 1882 geschaffenen großformatigen Gemälde Die Töchter des Edward Darley Boit (Museum of Fine Arts, Boston). Das Bild zeigt, ebenso wie das Gruppenporträt der Wyndhams, die Töchter einer wohlhabenden Familie in einem Interieur. Bei dieser Arbeit aus dem Frühwerk ist deutlich der Einfluss des spanischen Malers Diego Velázquez erkennbar, dessen Hauptwerk Las Meninas (Prado, Madrid) Sargent 1879 kopiert hatte. Im Porträt der Boit-Töchter, wie später auch im Gruppenbildnis der Wyndham-Schwestern, porträtierte Sargent wie sein Vorbild Velázquez weibliche Figuren in weißer Kleidung vor einem dunklen Hintergrund. Auch die Gemälde an der Rückwand in Las Meninas finden sich in Sargents Wyndham-Bild wieder.
Für das Motiv der drei Schwestern sind zahlreiche Vorbilder denkbar. Ein Beispiel in der englischen Malerei ist The Three Eldest Princesses, Charlotte, Princess Royal, Augusta and Elizabeth (Royal Collection, London) von Thomas Gainsborough, der das Motiv zwar in einer Landschaft angesiedelt hat, jedoch stehende und sitzende Figuren eng zueinander rücken ließ, wie es wie später auch Sargent umsetzte. Bereits vor den Wyndham-Bild hatte dieser 1884 mit The Misses Vickers (Weston Park Museum, Sheffield) ein Porträt dreier Schwester geschaffen. Auch dieses Gruppenbildnis entstand nicht im Atelier, sondern im Haus der dargestellten Familie. Im Gegensatz zum späteren Wyndham-Porträt ist das Bild der Vickers-Schwestern kein Monumentalgemälde, sondern ein vergleichsweise kleinformatiges Bild. In Lebensgröße hingegen porträtiert Sargent 1896 Mrs Carl Meyer and her Children (Tate Britain, London). Bei diesem Gruppenbildnis ist die sitzende Adele Meyer eindeutig die zentrale Figur, während ihre hinter dem Sitzmöbel platzierten Kinder weniger Raum einnehmen. Im Gegensatz hierzu steht die Komposition der Wyndham-Schwestern, die in einer ausgewogenen Anordnung präsentiert werden.

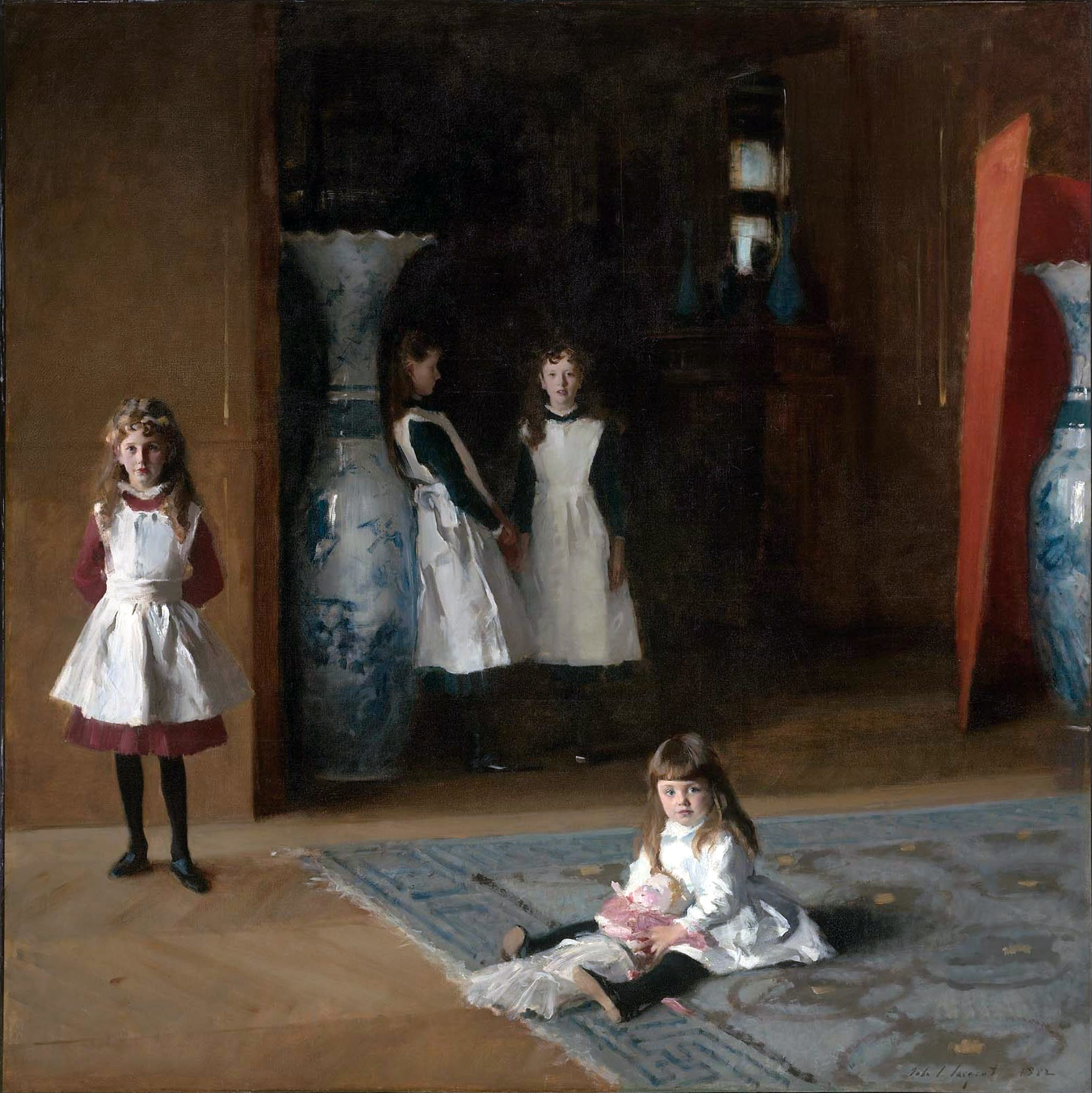
John Singer Sargent: Die Töchter des Edward Darley Boit, 1882
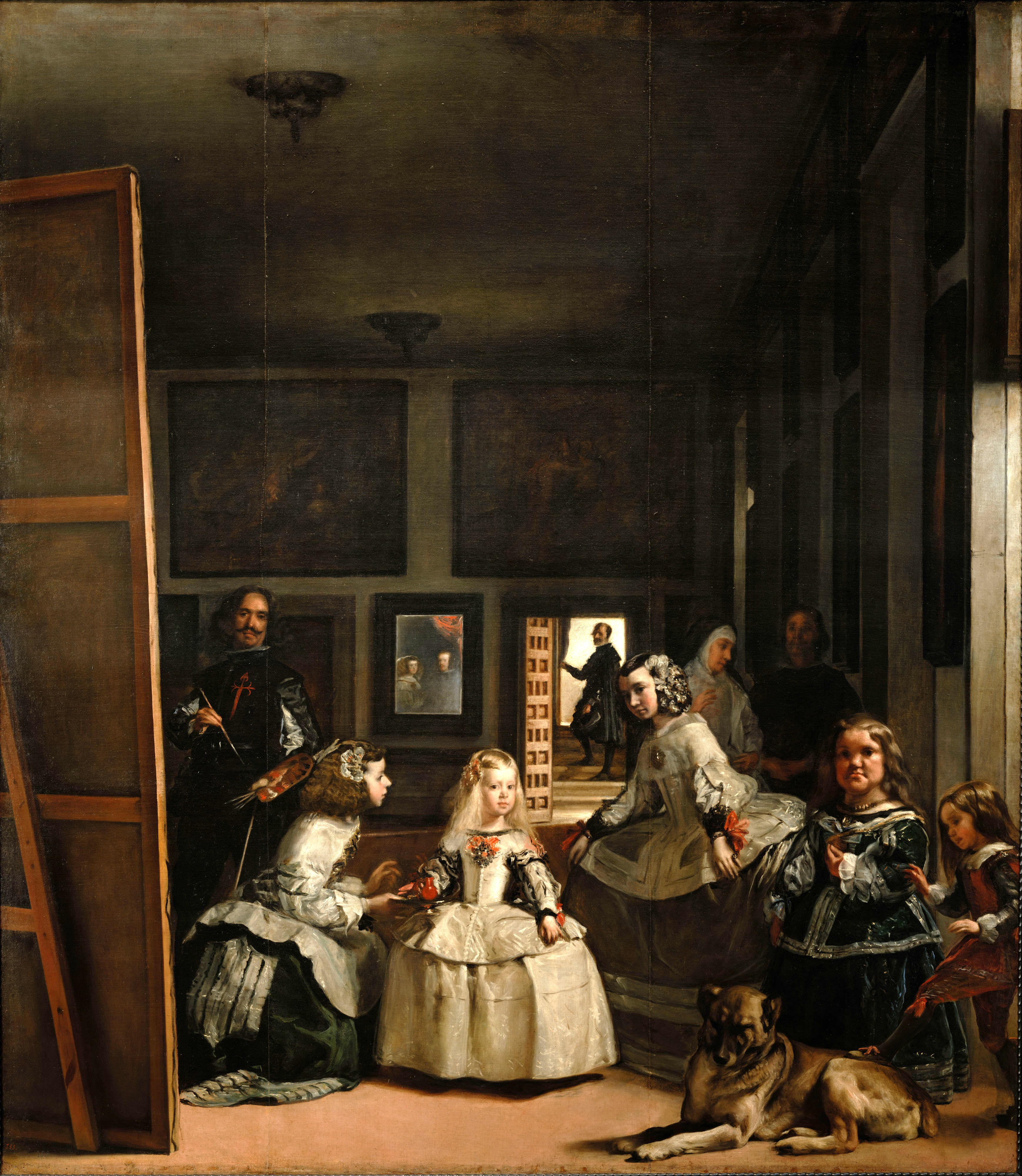
Diego Velázquez: Las Meninas, 1656
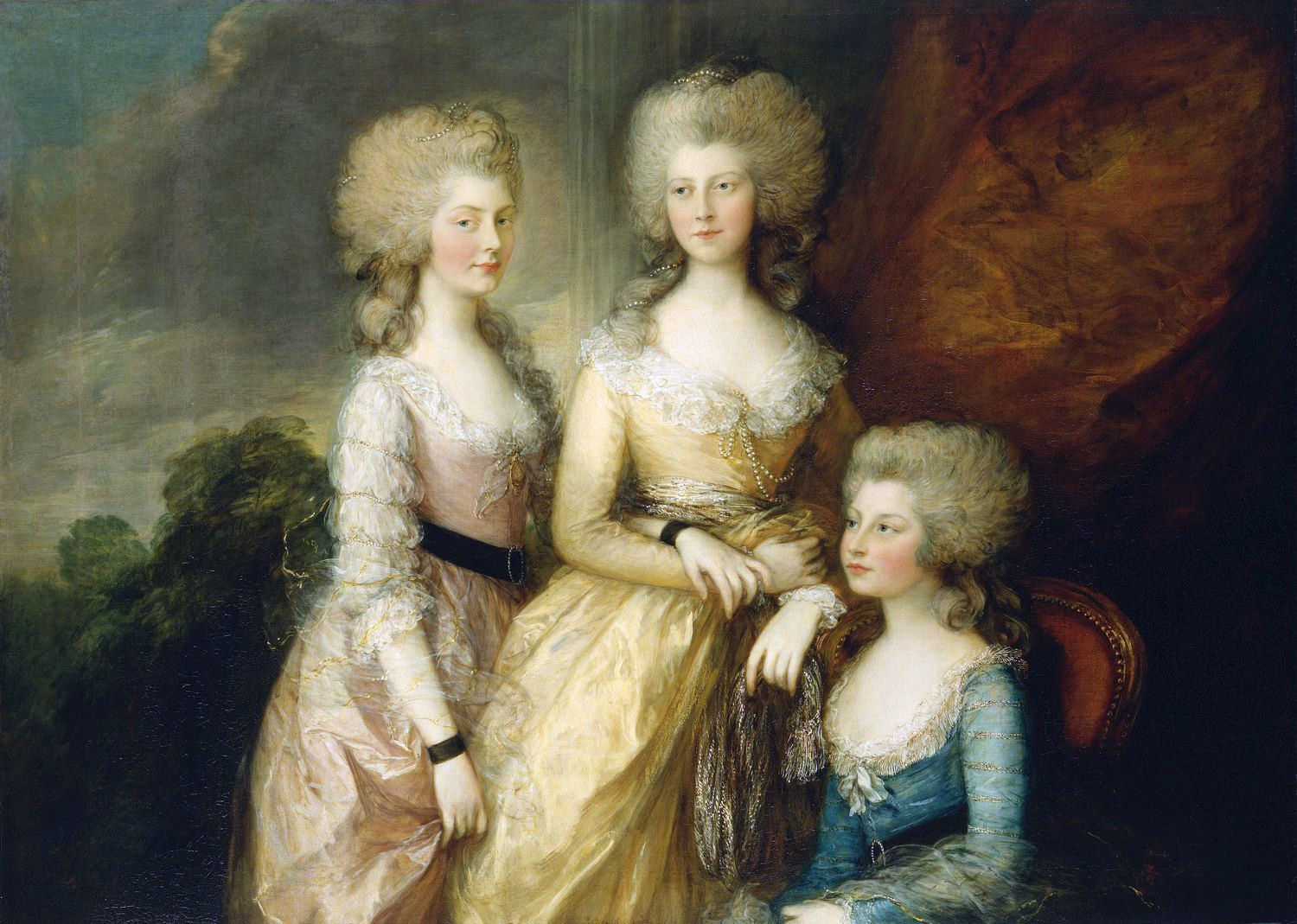
Thomas Gainsborough: The Three Eldest Princesses, Charlotte, Princess Royal, Augusta and Elizabeth, 1784
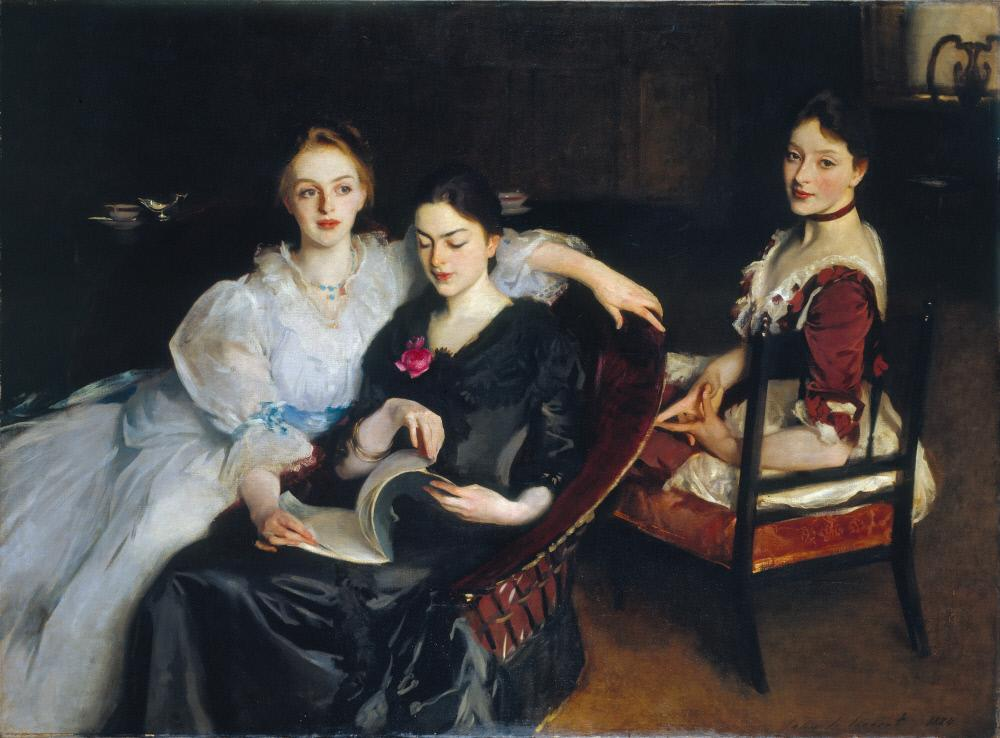
John Singer Sargent: The Misses Vickers, 1884
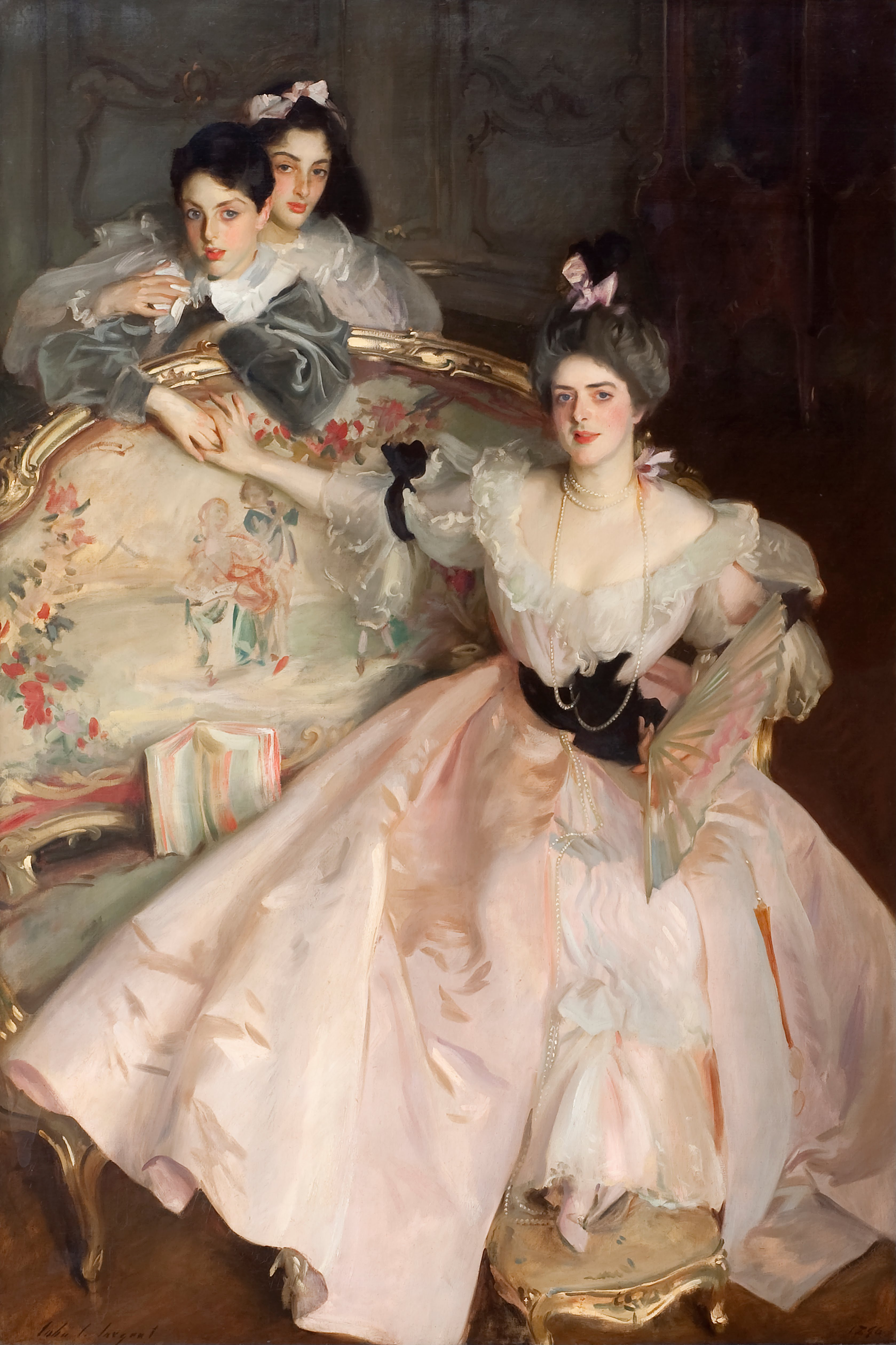
John Singer Sargent: Mrs Carl Meyer and her Children, 1896

Sargent kannte die Familie Wyndham bereits seit 1886 und war regelmäßiger Gast auf deren Wohnsitz Stanway House in Gloucestershire. Evan Charteris, ein Schwager von Mary Constance, Lady Elcho, schrieb später die erste umfassende Biografie über Sargent. Nachdem die drei Töchter bereits verheiratet waren und nicht mehr bei den Eltern lebten, erteilte ihr Vater Percy Wyndham Ende 1898 an Sargent den Auftrag für ein Gruppenporträt, für das die Summe von 2000 Pfund Sterling vereinbart wurde. Sargent bestätigte den Auftrag in einem Brief:

“I have receiced your letter, and assure you that I am looking forward with the greatest interest to painting your three daughters, and that I shall allow nothing to interfere with it on my part. Will you please let me know when you arrive [in London] in March or, at any rate when my three sitters witt get together.”

„Ich habe Ihren Brief erhalten und versichere Ihnen, dass ich mich sehr drauf freue Ihre drei Töchter zu malen und meinerseits dem nichts entgegen stehen wird. Lassen Sie mich bitte wissen, wann Sie im März [in London] ankommen werden oder jederzeit, wenn die drei zu Porträtierenden zusammenkommen werden. (sinngemäße Übersetzung)“

Die Arbeiten am Gemälde fanden nicht wie üblich in Sargents Atelier, sondern im Londoner Wohnhaus von Percy und Madeline Wyndham am Belgrave Square Nr. 44 statt. Über das Entstehen des Bildes berichteten verschiedene Familienangehörige in ihren Aufzeichnungen. So hielt Madeline Wyndham für den 15. Februar 1899 den Beginn der Arbeiten fest. Am 16. Februar notierte der Autor Wilfrid Scawen Blunt: „Mary, Pamela and Madeline are sitting for there portraits in a group to Sargent. It is being painted in the drawing room. In the background there will be their mother’s portrait by Watts.“ (sinngemäß: Mary, Pamela and Madeline sitzen bei Sargent für ihr Gruppenbildnis. Es entsteht im Wohnzimmer. Im Hintergrund wird das Porträt ihrer Mutter von Watts sein.)
Als Vorarbeit zum Gemälde sind drei Blätter mit Bleistiftskizzen erhalten (alle Fogg Art Museum, Cambridge (Massachusetts)). Während auf einem Blatt eine sehr vage Anordnung der Personen angedeutet ist, zeigen zwei weitere Bleistiftzeichnungen die Umrisse der Schwestern und das dahinter aufragende Porträtgemälde der Mutter. Ein weiteres Blatt stellt eine der Töchter als Halbfigur dar. Vor allem die beiden Zeichnungen mit den Umrisslinien der Töchter geben einen ersten Eindruck von der späteren Hell-Dunkelaufteilung im Gemälde. Die Kunsthistorikerin Doreen Bolger Burke hat auf die friesartige Darstellung der Wyndham-Schwestern hingewiesen, die in enger Folge vom linken zum rechten Bildrand nebeneinander gereiht sind. Sargent hatte seit 1890 freskenartige Darstellungen vor allem in seinen Wandmalereien in der Boston Public Library umgesetzt. Diese vielbeachtete Arbeit über das Thema Judentum und Christentum trug zudem zu seinem Ruf als Spezialist für großformatige Arbeiten bei.

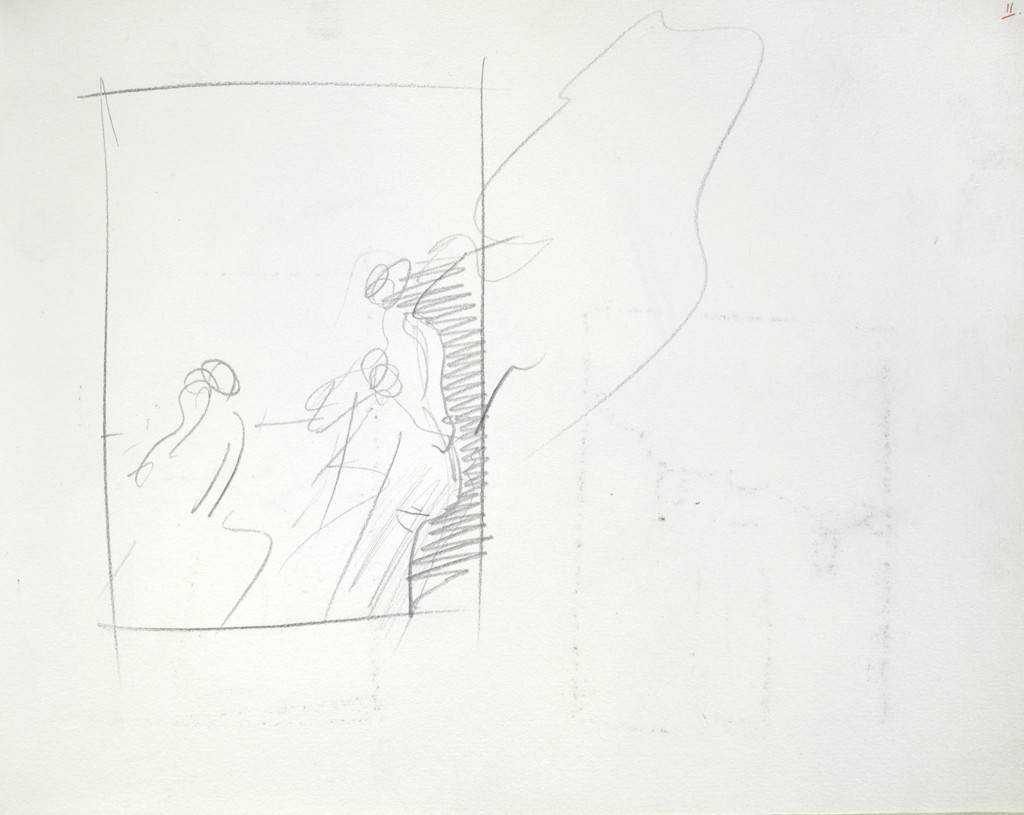
John Singer Sargent: Kompositionsstudie zu The Wyndham Sisters, 1899
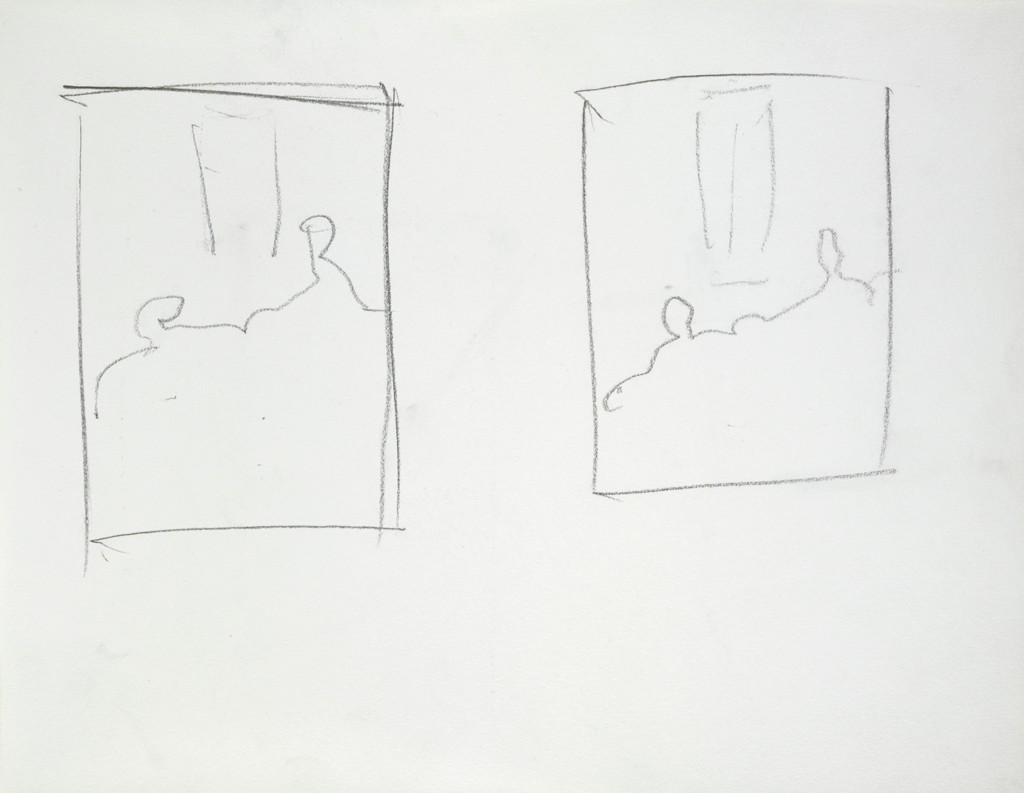
John Singer Sargent: Kompositionsstudie zu The Wyndham Sisters, 1899
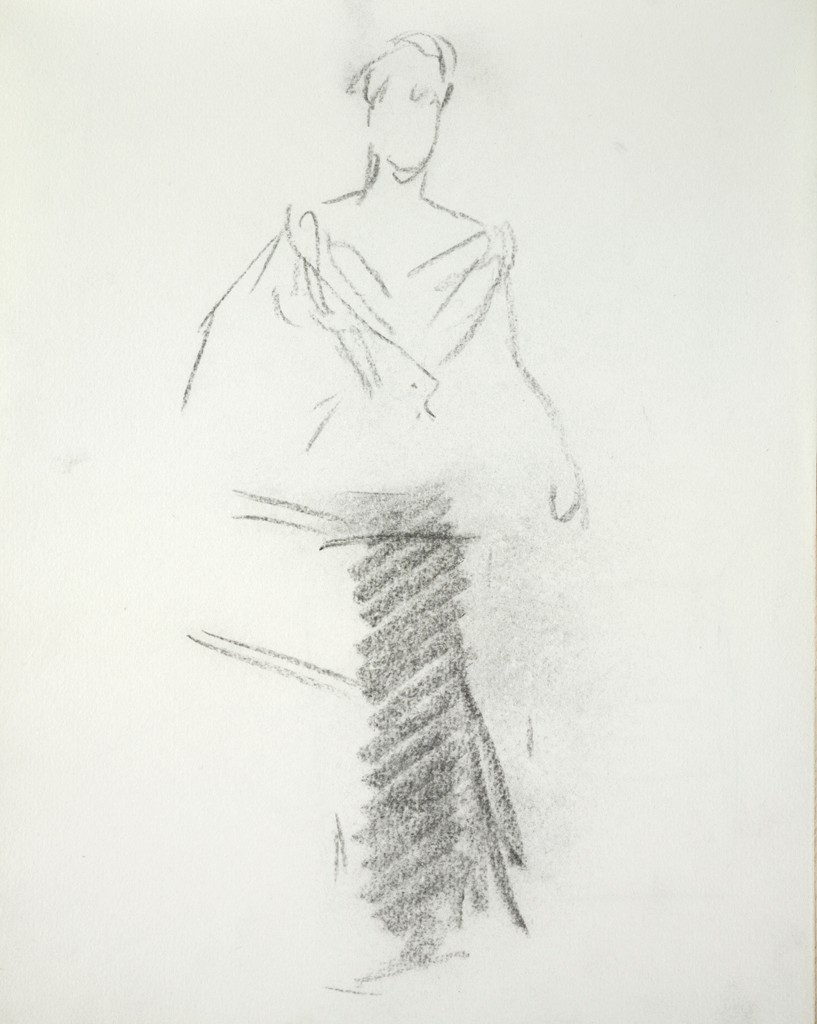
John Singer Sargent: Figurenstudie zu The Wyndham Sisters, 1899
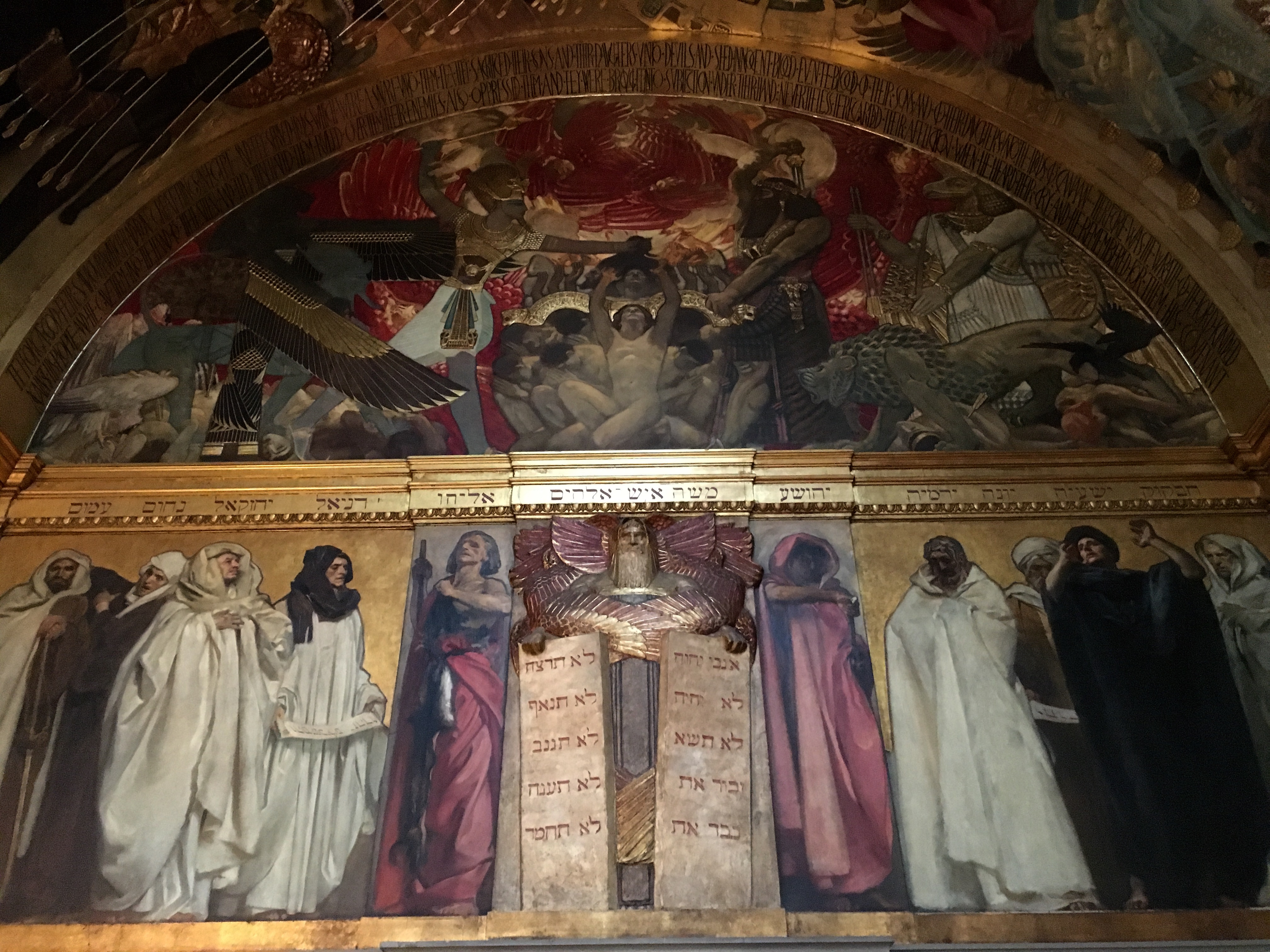
John Singer Sargent: Ausschnitt aus Der Triumph der Religion, 1890–1919

In ihren Aufzeichnungen beschrieb die dargestellte Lady Elcho den Fortgang der Arbeit am Gemälde. Sie führt aus, das ihre Eltern und der Bruder George teilweise bei den Porträtsitzungen zugegen waren und welche Kleider sie und ihre Schwestern trugen. In der Regel gab es drei Porträtsitzungen in der Woche, jedoch kam es immer wieder zu Unterbrechungen. Mal erkrankte die Mutter von Sargent und der Termin bei den Wyndhams fiel aus. Ein anderes Mal war die Schwester Pamela erkrankt und ihr Platz wurde vorübergehend von der Cousine Dorothy Carleton eingenommen. Die Sitzungen dauerten im Wesentlichen bis in den Juni 1899, im Februar 1900 gab es noch eine nachträgliche Korrektur an der Nase von Pamela Tennant. Diese schrieb am 13. Februar 1900 an ihren Vater: „My sittings are now over“ (Die Sitzungen sind nun beendet).

## Rezeption
Die Resonanz auf Sargents Gemälde der Wyndham-Schwestern war überaus positiv. Der Autor Wilfrid Scawen Blunt, ein Cousin des Auftraggebers Percy Wyndham, bezeichnete das Gemälde als „möglicherweise das beste Bild von Sargent“. Ein Kritiker der in London erscheinenden Zeitung Saturday Review lobte die „large harmony“ (große Harmonie) des Gemäldes. In der Tageszeitung The Times schrieb ein Kritiker: „The greatest picture which has appeared for many years on the walls of the Royal Academy“ (sinngemäß: das großartigste Bild, das seit vielen Jahren an den Wänden der Royal Academy gezeigt wurde). Lob kam auch vom damilgen Prince of Wales, dem späteren König Eduard VII., der das Gemälde als „The Three Graces“ (Die drei Grazien) bezeichnete.
Trotz der guten Kritiken seiner Zeitgenossen blieb Sargents Gemälde der Wyndham-Schwestern bei anderen Malern ohne nennenswerte Resonanz. Sein künstlerischer Stil war zwar nach 1900 bei seinen Auftraggebern immer noch beliebt, jedoch für andere Künstler nicht prägend. Während wenige Jahre später neue Kunstrichtungen wie der Fauvismus, der Kubismus oder der Expressionismus entstanden, wirkten Sargents Werke im Vergleich altmodisch. Erst nach dem Zweiten Weltkrieg griff der Fotograf Cecil Beaton die Kompositions von Sargents Gemälde der Wyndham-Schwestern wieder auf. Er porträtierte 1947 Lady Ursula Eva Pratt (1921–1993), Marjorie Mollie Gascoyne-Cecil, Marchioness of Salisbury (1922–2016) und Pamela Wyndham, Lady Egremont (1925–2013). Sie waren als Schwestern der Familie Wyndham-Quin zur Welt gekommen und entfernte Verwandte der im Sargent-Gemälde porträtierten Wyndham-Schwestern. Beaton drapierte wie Sargent die drei Schwestern um ein Sofa in einem herrschaftlichen Salon. Die Anordnung der drei Frauen, ihre helle Kleidung, im dunklen Hintergrund eine Wand mit Gemälden – Beaton folgte im Wesentlichen der Ursprungskomposition von Sargent. Er knüpfte dabei nicht nur fotografisch an ein malerisches Vorbild an, sondern versuchte wie Sargent, die zur Oberschicht gehörenden Schwestern möglichst vorteilhaft in Szene zu setzen.

## Provenienz
Das Gemälde war zunächst im Besitz des Auftraggebers Percy Wyndham, der das Bild in seinem Landsitz Clouds House in Wiltshire hängen hatte. Nach seinem Tod 1911 erbte sein Sohn George Wyndham das Gemälde und behielt es bis zu seinem Tod 1913. Nächster Besitzer des Bildes war dessen Neffe Guy Richard Charles Wyndham. Dieser verkaufte das Gemälde 1927 über die Londoner Filiale der Kunsthandlung M Knoedler & Co an das Metropolitan Museum of Art in New York City. Das Museum erwarb das Bild mit Stiftungsmitteln aus dem Wolfe Fund für die Catharine Lorilland Wolfe Collection.